# Flabellum raukawaensis
Espèce
Flabellum raukawaensis est une espèce de coraux de la famille des Flabellidae.

## Taxonomie
Pour le Catalogue of Life ce taxon est invalide et le considère comme synonyme de Flabellum apertum apertum Moseley, 1876.

## Étymologie
Son nom spécifique, raukawaensis, dérive du nom maori désignant le détroit de Cook, associé au suffixe latin -ensis, « qui vit dans, qui habite », et ce en référence au lieu de la découverte de cette espèce. 

## Publication originale
- Squires & Keyes, 1967 : The Marine Fauna of New Zealand: Scleractinian corals. New Zealand Department of Scientific and Industrial Research, n. 185, pp. 1-55 (texte intégral/introduction) (en) [PDF].